# Discographie de Shania Twain
La discographie de Shania Twain, chanteuse canadienne, se compose de six albums studio, un album Live, trois compilations et une quarantaine de singles.
Son premier album, composé principalement de musique musique country, paraît en 1993. L'album suivant, The Woman in Me (1995), connaît un très grand succès aux États-Unis (douze fois disque de platine) et au Canada (double disque de diamant), et s'écoule à vingt millions d'exemplaires.
En 1997, elle publie son troisième album, Come on Over, qui atteint les quarante millions d'exemplaires, devenant ainsi le record de l'album le plus vendu dans le monde pour une chanteuse, grâce notamment aux singles Don't Be Stupid (You Know I Love You), You're Still the One, From This Moment On, That Don't Impress Me Much et Man! I Feel Like a Woman!
Son quatrième album, Up!, paraît en 2002 et s'écoule à plus d'onze millions d'exemplaires, soutenu par les titres I'm Gonna Getcha Good!, Up!, Ka-Ching et Forever and for Always.
Après une longue pause, elle revient en 2017 avec l'album Now, suivi de l'album Queen of Me en 2023.

## Albums

### Albums studio
| Album                                       | Classements | Classements | Classements | Classements | Classements | Classements | Classements | Classements | Classements | Classements | Classements | Classements | Classements | Classements | Classements | Classements | Certifications                                                              | Ventes mondiales |
| Album                                       | É-U         | CAN         | R-U         | IRL         | FRA         | ESP         | ITA         | SUI         | BE/W        | BE/F        | P-B         | ALL         | AUT         | SUE         | AUS         | N-Z         | Certifications                                                              | Ventes mondiales |
| ------------------------------------------- | ----------- | ----------- | ----------- | ----------- | ----------- | ----------- | ----------- | ----------- | ----------- | ----------- | ----------- | ----------- | ----------- | ----------- | ----------- | ----------- | --------------------------------------------------------------------------- | ---------------- |
| Shania Twain - Label : Mercury Nashville    | -           | -           | -           | -           | -           | -           | -           | -           | -           | -           | -           | -           | -           | -           | -           | -           | : Platine : 2x Platine : Argent                                             | 2 000 000        |
| The Woman in Me - Label : Mercury Nashville | 5           | 6           | 7           | 60          | -           | -           | -           | 91          | -           | -           | 46          | 72          | -           | -           | 17          | 38          | : 12x Platine : 2x Diamant : Platine : 3x Platine                           | 20 000 000       |
| Come on Over - Label : Mercury Nashville    | 2           | 1           | 1           | 1           | 4           | 12          | 20          | 4           | 4           | 1           | 1           | 8           | 4           | 4           | 1           | 1           | : 2x Diamant : 2x Diamant : 11x Platine : Platine : 3x Or : 25x Platine     | 40 000 000       |
| Up! - Label : Mercury Nashville             | 1           | 1           | 4           | 3           | 5           | 25          | 42          | 2           | 9           | 5           | 8           | 1           | 2           | 8           | 1           | 1           | : 11x Platine : 2x Diamant : 2x Platine : Platine : 2x Platine : 2x Platine | 11 000 000       |
| Now - Label : Mercury Nashville             | 1           | 1           | 1           | 4           | 94          | 39          | -           | 10          | 43          | 39          | 22          | 12          | 16          | 42          | 1           | 3           | : Platine : Argent                                                          |                  |
| Queen of Me - Label : Republic              | 10          | 2           | 1           | 15          | 96          | 77          | -           | 2           | 23          | 26          | 53          | 13          | 19          | -           | 5           | -           |                                                                             |                  |

### Album Live
| Album                                                      | Classements | Classements | Classements | Classements | Classements | Classements | Classements | Classements | Classements | Classements | Classements | Classements | Classements | Classements | Classements | Classements | Certifications | Ventes mondiales |
| Album                                                      | É-U         | CAN         | R-U         | IRL         | FRA         | ESP         | ITA         | SUI         | BE/W        | BE/F        | P-B         | ALL         | AUT         | SUE         | AUS         | N-Z         | Certifications | Ventes mondiales |
| ---------------------------------------------------------- | ----------- | ----------- | ----------- | ----------- | ----------- | ----------- | ----------- | ----------- | ----------- | ----------- | ----------- | ----------- | ----------- | ----------- | ----------- | ----------- | -------------- | ---------------- |
| Still the One: Live from Vegas - Label : Mercury Nashville | 55          | 8           | -           | -           | -           | -           | -           | -           | -           | -           | -           | 53          | -           | -           | 78          | -           |                |                  |

### Compilations
| Album                                                               | Classements | Classements | Classements | Classements | Classements | Classements | Classements | Classements | Classements | Classements | Classements | Classements | Classements | Classements | Classements | Classements | Certifications                                                | Ventes mondiales |
| Album                                                               | É-U         | CAN         | R-U         | IRL         | FRA         | ESP         | ITA         | SUI         | BE/W        | BE/F        | P-B         | ALL         | AUT         | SUE         | AUS         | N-Z         | Certifications                                                | Ventes mondiales |
| ------------------------------------------------------------------- | ----------- | ----------- | ----------- | ----------- | ----------- | ----------- | ----------- | ----------- | ----------- | ----------- | ----------- | ----------- | ----------- | ----------- | ----------- | ----------- | ------------------------------------------------------------- | ---------------- |
| The Complete Limelight Sessions / Wild & Wicked - Label : Limelight | -           | -           | 62          | -           | -           | -           | -           | -           | -           | -           | 65          | -           | -           | -           | -           | -           | : Argent                                                      |                  |
| Greatest Hits - Label : Mercury Nashville                           | 2           | 1           | 6           | 6           | 6           | 26          | -           | 4           | 26          | 18          | 14          | 3           | 3           | 14          | 10          | 10          | : 4x Platine : 6x Platine : 2x Platine : Platine : 3x Platine | 8 000 000        |
| Not Just a Girl (The Highlights) - Label : Mercury Nashville        | 131         | 49          | 48          | -           | -           | -           | -           | -           | -           | -           | -           | -           | -           | -           | -           | 34          | : Argent                                                      |                  |

## Singles

### Années 1990
| Année | Single                                         | Classements                                                                  | Classements | Classements | Classements | Classements | Classements | Classements | Classements | Classements | Classements | Classements | Classements | Classements | Classements | Classements | Classements | Album           |
| Année | Single                                         | É-U                                                                          | CAN         | R-U         | IRL         | FRA         | ESP         | ITA         | SUI         | BE/W        | BE/F        | P-B         | ALL         | AUT         | SUE         | AUS         | N-Z         | Album           |
| ----- | ---------------------------------------------- | ---------------------------------------------------------------------------- | ----------- | ----------- | ----------- | ----------- | ----------- | ----------- | ----------- | ----------- | ----------- | ----------- | ----------- | ----------- | ----------- | ----------- | ----------- | --------------- |
| 1993  | What Made You Say That                         | -                                                                            | -           | X           | X           | X           | X           | X           | X           | X           | X           | X           | X           | X           | X           | X           | X           | Shania Twain    |
| 1993  | Dance with the One That Brought You            | -                                                                            | -           | X           | X           | X           | X           | X           | X           | X           | X           | X           | X           | X           | X           | X           | X           | Shania Twain    |
| 1993  | You Lay a Whole Lot of Love on Me              | -                                                                            | -           | -           | -           | -           | -           | -           | -           | -           | -           | -           | -           | -           | -           | X           | X           | Shania Twain    |
| 1995  | Whose Bed Have Your Boots Been Under?          | 31                                                                           | -           | X           | X           | X           | X           | X           | X           | X           | X           | X           | X           | X           | X           | X           | X           | The Woman in Me |
| 1995  | Any Man of Mine                                | 31                                                                           | -           | -           | -           | -           | -           | -           | -           | -           | -           | -           | -           | -           | -           | X           | X           | The Woman in Me |
| 1995  | The Woman in Me (Needs the Man in You)         | 74                                                                           | -           | X           | X           | X           | X           | X           | X           | X           | X           | X           | X           | X           | X           | -           | -           | The Woman in Me |
| 1995  | (If You're Not in It for Love) I'm Outta Here! | 74                                                                           | -           | X           | X           | X           | X           | X           | X           | X           | X           | X           | X           | X           | X           | 5           | -           | The Woman in Me |
| 1996  | You Win My Love                                | -                                                                            | -           | X           | X           | X           | X           | X           | X           | X           | X           | X           | X           | X           | X           | 67          | -           | The Woman in Me |
| 1996  | No One Needs to Know                           | -                                                                            | -           | X           | X           | X           | X           | X           | X           | X           | X           | X           | X           | X           | X           | X           | X           | The Woman in Me |
| 1996  | Home Ain't Where His Heart Is (Anymore)        | -                                                                            | -           | X           | X           | X           | X           | X           | X           | X           | X           | X           | X           | X           | X           | X           | X           | The Woman in Me |
| 1996  | God Bless The Child                            | 75                                                                           | 1           | X           | X           | X           | X           | X           | X           | X           | X           | X           | X           | X           | X           | X           | X           | The Woman in Me |
| 1997  | Love Get Me Every Time                         | 25                                                                           | 4           | X           | X           | X           | X           | X           | X           | X           | X           | X           | X           | X           | X           | -           | -           | Come on Over    |
| 1997  | Don't Be Stupid (You Know I Love You)          | 40                                                                           | 12          | 5           | 15          | -           | -           | -           | -           | -           | -           | 19          | -           | -           | 39          | 32          | 42          | Come on Over    |
| 1998  | You're Still the One                           | 2                                                                            | 7           | 10          | 3           | 51          | -           | -           | 26          | -           | 16          | 10          | 68          | -           | -           | 1           | 9           | Come on Over    |
| 1998  | From This Moment On                            | 4                                                                            | 4           | 9           | -           | 35          | -           | -           | -           | -           | -           | 53          | -           | -           | 15          | 2           | 7           | Come on Over    |
| 1998  | When                                           | X                                                                            | 14          | 18          | -           | -           | -           | -           | -           | -           | -           | -           | -           | -           | -           | X           | X           | Come on Over    |
| 1998  | Honey, I'm Home                                | -                                                                            | -           | X           | X           | X           | X           | X           | X           | X           | X           | X           | X           | X           | X           | X           | X           | Come on Over    |
| 1998  | That Don't Impress Me Much                     | 7                                                                            | 5           | 3           | 1           | 12          | 9           | 11          | 6           | 13          | 1           | 2           | 8           | 3           | 3           | 2           | 1           | Come on Over    |
| 1999  | Man! I Feel Like a Woman!                      | 23                                                                           | 17          | 3           | 8           | 3           | 11          | -           | 43          | 7           | 16          | 10          | 33          | 11          | 20          | 4           | 1           | Come on Over    |
| 1999  | You've Got a Way                               | 49                                                                           | 17          | X           | X           | X           | X           | X           | X           | X           | X           | X           | X           | X           | X           | 28          | 17          | Come on Over    |
| 1999  | Come on Over                                   | 58                                                                           | -           | X           | X           | X           | X           | X           | X           | X           | X           | X           | X           | X           | X           | X           | X           | Come on Over    |
|       |                                                | Le sigle « X » signifie que le titre n'est pas sorti en single dans ce pays. |             |             |             |             |             |             |             |             |             |             |             |             |             |             |             |                 |

### Années 2000
| Année | Single                                            | Classements                                                                  | Classements | Classements | Classements | Classements | Classements | Classements | Classements | Classements | Classements | Classements | Classements | Classements | Classements | Classements | Classements | Album                |
| Année | Single                                            | É-U                                                                          | CAN         | R-U         | IRL         | FRA         | ESP         | ITA         | SUI         | BE/W        | BE/F        | P-B         | ALL         | AUT         | SUE         | AUS         | N-Z         | Album                |
| ----- | ------------------------------------------------- | ---------------------------------------------------------------------------- | ----------- | ----------- | ----------- | ----------- | ----------- | ----------- | ----------- | ----------- | ----------- | ----------- | ----------- | ----------- | ----------- | ----------- | ----------- | -------------------- |
| 2000  | Rock This Country                                 | -                                                                            | -           | X           | X           | X           | X           | X           | X           | X           | X           | X           | X           | X           | X           | X           | X           | Come on Over         |
| 2000  | I'm Holdin' on to Love (to Save My Life)          | -                                                                            | -           | X           | X           | X           | X           | X           | X           | X           | X           | X           | X           | X           | X           | X           | X           | Come on Over         |
| 2002  | I'm Gonna Getcha Good!                            | 34                                                                           | 1           | 4           | 7           | 15          | 8           | 14          | 10          | 21          | 25          | 15          | 15          | 12          | 8           | 14          | 4           | Up!                  |
| 2003  | Up!                                               | 63                                                                           | 2           | 21          | -           | -           | -           | -           | 51          | -           | -           | -           | 42          | 26          | -           | 29          | 27          | Up!                  |
| 2003  | When You Kiss Me                                  | X                                                                            | X           | 21          | -           | -           | -           | -           | 47          | -           | -           | -           | 30          | 32          | -           | 47          | -           | Up!                  |
| 2003  | Ka-Ching                                          | X                                                                            | X           | 8           | 27          | 15          | -           | 38          | 2           | 31          | -           | 11          | 3           | 2           | 17          | X           | X           | Up!                  |
| 2003  | Forever and for Always                            | 20                                                                           | 5           | 6           | 6           | -           | -           | -           | 26          | -           | -           | 44          | 9           | 6           | -           | 45          | 17          | Up!                  |
| 2003  | Thank You Baby! (For Makin' Someday Come So Soon) | X                                                                            | X           | 11          | 23          | 72          | -           | -           | 35          | -           | -           | 48          | 20          | 17          | -           | X           | X           | Up!                  |
| 2003  | She's Not Just a Pretty Face                      | 56                                                                           | -           | -           | -           | -           | -           | -           | -           | -           | -           | -           | -           | -           | -           | X           | X           | Up!                  |
| 2004  | It Only Hurts When I'm Breathing                  | 71                                                                           | 4           | -           | -           | -           | -           | -           | -           | -           | -           | -           | -           | -           | -           | -           | -           | Up!                  |
| 2004  | Party for Two                                     | 58                                                                           | 2           | 10          | 25          | -           | -           | -           | 13          | -           | -           | 44          | 7           | 6           | 20          | -           | -           | Greatest Hits        |
| 2005  | Don't!                                            | -                                                                            | 24          | 30          | 48          | -           | -           | -           | -           | -           | -           | -           | 58          | -           | -           | -           | -           | Greatest Hits        |
| 2005  | I Ain't No Quitter                                | -                                                                            | 22          | -           | -           | -           | -           | -           | -           | -           | -           | -           | -           | -           | -           | -           | -           | Greatest Hits        |
| 2005  | Shoes                                             | -                                                                            | -           | -           | -           | -           | -           | -           | -           | -           | -           | -           | -           | -           | -           | -           | -           | Desperate Housewives |
|       |                                                   | Le sigle « X » signifie que le titre n'est pas sorti en single dans ce pays. |             |             |             |             |             |             |             |             |             |             |             |             |             |             |             |                      |

### Années 2010
| Année | Single                            | Classements | Classements | Classements | Classements | Classements | Classements | Classements | Classements | Classements | Classements | Classements | Classements | Classements | Classements | Classements | Classements | Album    |
| Année | Single                            | É-U         | CAN         | R-U         | IRL         | FRA         | ESP         | ITA         | SUI         | BE/W        | BE/F        | P-B         | ALL         | AUT         | SUE         | AUS         | N-Z         | Album    |
| ----- | --------------------------------- | ----------- | ----------- | ----------- | ----------- | ----------- | ----------- | ----------- | ----------- | ----------- | ----------- | ----------- | ----------- | ----------- | ----------- | ----------- | ----------- | -------- |
| 2011  | Today Is Your Day                 | 66          | 14          | -           | -           | -           | -           | -           | -           | -           | -           | -           | -           | -           | -           | -           | -           |          |
| 2012  | Endless Love (avec Lionel Richie) | -           | -           | -           | -           | -           | -           | -           | -           | -           | -           | -           | -           | -           | -           | -           | -           | Tuskegee |
| 2017  | Life's About to Get Good          | -           | 70          | -           | -           | -           | -           | -           | -           | -           | -           | -           | -           | -           | -           | -           | -           | Now      |
| 2017  | Swingin' with My Eyes Closed      | -           | -           | -           | -           | -           | -           | -           | -           | -           | -           | -           | -           | -           | -           | -           | -           | Now      |
| 2017  | We Got Something They Don't       | -           | -           | -           | -           | -           | -           | -           | -           | -           | -           | -           | -           | -           | -           | -           | -           | Now      |
| 2017  | Who's Gonna Be Your Girl          | -           | -           | -           | -           | -           | -           | -           | -           | -           | -           | -           | -           | -           | -           | -           | -           | Now      |

### Années 2020
| Année | Single                                      | Classements | Classements | Classements | Classements | Classements | Classements | Classements | Classements | Classements | Classements | Classements | Classements | Classements | Classements | Classements | Classements | Album         |
| Année | Single                                      | É-U         | CAN         | R-U         | IRL         | FRA         | ESP         | ITA         | SUI         | BE/W        | BE/F        | P-B         | ALL         | AUT         | SUE         | AUS         | N-Z         | Album         |
| ----- | ------------------------------------------- | ----------- | ----------- | ----------- | ----------- | ----------- | ----------- | ----------- | ----------- | ----------- | ----------- | ----------- | ----------- | ----------- | ----------- | ----------- | ----------- | ------------- |
| 2020  | Hole in the Bottle (avec Kelsea Ballerini)  | -           | -           | -           | -           | -           | -           | -           | -           | -           | -           | -           | -           | -           | -           | -           | -           |               |
| 2021  | Forever and Ever, Amen (avec Ronan Keating) | -           | -           | -           | -           | -           | -           | -           | -           | -           | -           | -           | -           | -           | -           | -           | -           | Twenty Twenty |
| 2022  | Waking Up Dreaming                          | -           | 72          | -           | -           | -           | -           | -           | -           | -           | -           | -           | -           | -           | -           | -           | -           | Queen of Me   |
| 2023  | Giddy Up!                                   | -           | 70          | -           | -           | -           | -           | -           | -           | -           | -           | -           | -           | -           | -           | -           | -           | Queen of Me   |
| 2023  | Unhealthy (avec Anne-Marie)                 | -           | -           | 18          | 10          | -           | -           | -           | -           | -           | 4           | 17          | -           | -           | -           | -           | -           | Unhealthy     |